# قائمة المنظمات في جنوب أستراليا التي تقدم الدعم للأشخاص ذوي الإعاقة
هذه قائمة بالمنظمات في جنوب أستراليا التي تقدم الدعم بشكل رئيسي للأشخاص ذوي الإعاقة النمائية والإعاقة المكتسبة، وليس للإعاقات الناجمة عن اضطراب عقلي . مع انطلاق برنامج التأمين الوطني للإعاقة، تولى البرنامج مسؤولية تقديم الخدمات للأشخاص ذوي الإعاقة.

## دعم الاطفال
أشار تِد موليغان، المستشار القانوني، بصفته مفوض لجنة التحقيق في رعاية الأطفال لدى الدولة، إلى أن الأطفال ذوي الإعاقة كانوا يتلقون الدعم عادة من الهيئات غير الحكومية، وكانت حكومة ولاية جنوب أستراليا تيسر الرعاية السكنية والرعاية المرتبطة بها من خلال تقديم الأموال والإعانات للهيئات غير الحكومية. ومع ذلك، فقد تم أيضًا وضع الأطفال والمراهقين ذوي الإعاقة واحتجازهم في مستشفيات عقلية للكبار من منتصف القرن التاسع عشر حتى منتصف القرن العشرين. افتتحت الولاية مركز تدريب الأولاد في لوكيل بارك سنة 1958، ومركز ستراثمونت في آذار 1971. وقد تضمن التقرير 54 توصية تهدف إلى تحسين جوانب عديدة من رعاية الأطفال.
ظل المركز مفتوحًا مع تناقص أعداد السكان المقيمين حتى سنة 2020، وبعدها أعلنت هيئة التجديد العمراني في جنوب أستراليا عن خطط لإعادة تطوير منطقتي أوكدن وغيلِس بلاينز.

## قائمة المنظمات
| الاسم                                                                                | السلف | الاسم الأصلي                            | تاريخ البدء                                        | الفئة السكانية المستهدفة      | النطاق الجغرافي   | تاريخ التأسيس | مجال الخدمة | ملاحظات |
| ------------------------------------------------------------------------------------ | --- | --------------------------------------- | -------------------------------------------------- | ----------------------------- | ----------------- | --- | --- | ------- |
| باركوما                                                                              | جمعية الأطفال ذوي الإعاقة الذهنية في المقاطعات الوسطى                                                                      | 1964                                    | الأشخاص ذوو الإعاقة الذهنية، التوحد، صعوبات التعلم | إليزابيث، هولدن هيل، أديلايد  | 1967              | من 1967 حتى 1981 مدرسة خاصة / 1970 ورشة عمل محمية ومركز تدريب نهاري / 1975 رعاية سكنية / 1986 مشروع التوظيف (أصبح "بيرسونيل إمبلويمنت" في 1989، "باركوما إمبلويمنت" في 2016) / 1991 تدريب الإعاقة في أستراليا / 2015 مزوّد مسجّل لدى نظام التأمين الوطني للإعاقة | |         |
| بيدفورد فينيكس إنكوربوريتد                                                           | 1920 صندوق دعم مرضى السل والسرطان من المدنيين / 1943 جمعية السل في جنوب أستراليا / 1945 صناعات بيدفورد / 1958 جمعية فينيكس |                                         |                                                    |                               |                   | | اندمجت مع "هيريتج إندستريز" (ماونت غامبيير) في 2010 / اندمجت مع "جمعية فينيكس" في 2014 |         |
| منظمات مجموعة كان دو (CanDo Group Charities):                                        | |                                         |                                                    |                               |                   | | |         |
| كان دو فور كيدز (CanDo4Kids)                                                         | المؤسسة الجنوب أسترالية للمكفوفين، الصم والبكم (لاحقاً تاونسند هاوس)                                                        |                                         |                                                    |                               |                   | | |         |
| ديف كان دو (Deaf CanDo)                                                              | الجمعية الملكية للصم في جنوب أستراليا                                                                                      |                                         |                                                    |                               |                   | | |         |
| وزارة المجتمعات والإدماج الاجتماعي (Department for Communities and Social Inclusion) | (ديزابيلتي ساوث أستراليا سابقاً)                                                                                            |                                         |                                                    | على مستوى الولاية             |                   | سياسة الحكومة في جنوب أستراليا، التخطيط، التمويل، الاستقبال وتوزيع الموارد | 1879 – "المنزل لغير القابلين للشفاء" (1879–1981)، أصبح مركز جوليا فار (1981–1994)، خدمات جوليا فار (1994–2006)، "هايغيت بارك" (2006 حتى الآن) / 1958 مركز تدريب الأولاد في لوكيل بارك / 1971–2014 مركز ستراثمونت / 1979–1989 دار رعاية "رو روا" (في "إيستكورت هاوس" منذ 1981) |         |
| هيريتج إندستريز                                                                      | |                                         |                                                    |                               |                   | اندمجت مع صناعات بيدفورد في 2010 (ماونت غامبيير) | |         |
| ميندا إنك                                                                            | |                                         |                                                    |                               |                   | | |         |
| خدمات نوفِيتا للأطفال                                                                 | لجنة الأطفال المعاقين (غير مسجلة)                                                                                          | جمعية الأطفال المعاقين في جنوب أستراليا | 1939                                               | الأطفال ذوو الإعاقة وعائلاتهم | على مستوى الولاية | توقفت عن تقديم الرعاية المؤسسية في 1993 / اندمجت مع "سكوسا" في 2019 | |         |
| أورانا إنكوربوريتد                                                                   | جمعية الأطفال المتخلفين عقلياً                                                                                              |                                         |                                                    |                               |                   | | |         |
| جمعية فينيكس                                                                         | |                                         |                                                    |                               |                   | اندمجت مع صناعات بيدفورد في 2014 | |         |
| الجمعية الملكية للمكفوفين                                                            | |                                         |                                                    |                               |                   | | |         |
| سكوسا (المراكز الخاصة بالمصابين بالشلل الدماغي في جنوب أستراليا)                     | |                                         |                                                    |                               |                   | اندمجت مع "نوفِيتا" في 2019 | |         |

## روابط خارجية
- Disability services approved by the South Australian government at 2017 على موقع واي باك مشين (نسخة محفوظة 5 March 2017)
- History of Disability in South Australia على موقع واي باك مشين (نسخة محفوظة 23 February 2014)